# 映画法
映画法（えいがほう、昭和14年4月5日法律第66号）は、日本での映画製作の許認可、劇場の管理統制に関する法律である。
1939年（昭和14年）4月5日に公布、10月1日施行された。1945年（昭和20年）12月26日廃止。

## 概要
昭和10年（1935年）以降、日本は日中戦争遂行や総力戦体制構築のため、軍国主義政策を推し進める。映画産業も例外ではなく、この法律によって、日本の映画も娯楽色を極力排除し、国策・軍国主義をうたった映画を強制的に製作させられることになり、その映画の製作においても、脚本の事前検閲や、映画会社（製作・配給元）の許認可制、ニュース映画と文化映画の強制上映義務、また外国映画の上映も極力制限された。法案策定には文部省社会教育局の不破祐俊が当たった。
前身は明治24年（1891年）の「観物場取締規則」（警視庁令第15号）や大正6年（1917年）の「活動写眞興行取締規則」（警視庁令第12号）（これにすでに「フヰルムの検閲」の語句がある）。他に大正10年（1921年）の「興行物及興行取締規則」（警視庁令第15号）、大正14年（1925年）の「活動写真「フイルム」検閲規則 」(大正14年5月26日内務省令第10号)）などがある。
本法は戦時体制下の昭和14年4月5日に公布され、昭和14年10月1日に施行されて、一時映画界に恐慌をきたした。
この法律によって、日本映画界の各パートで働く者は、政府に登録しなければいかなる部門にも従事することはできなくなり、登録するためには春と秋の年二回行われる「技能審査」という試験を受けなければならなくなったのである。現業の者は既得権が認められ、無試験で登録は下りた。試験は「実技考査」と「性格常識考査」の二部門に分かれ、前者は専門家が「大日本映画協会」から嘱託を受け、後者は文部省や内務省の役人が審査に当たった。当時、映画人の多くは「試験がないから」という理由で映画界入りした者ばかりで、この試験は脅威であり、映画人からは「悪法」と呼ばれた。
一方、同法施行令では16歳未満の子役や子女に深夜撮影を原則禁じること、親の承諾書を得ることなど労働基準法に先駆けて児童労働を制限する規定が盛り込まれていた。
この規定に反したという容疑で1939年12月12日、「愛染かつら完結編」の撮影を行っていた松竹大船撮影所撮影主任が映画法執行規則違反で初逮捕。深夜に田中絹代と忍節子らの女優を撮影に従事させた疑い。

## エピソード
この法では、現職の映画人は無試験で登録は下りたが、昔監督だったスタアや、昔キャメラマンだった監督、昔俳優だった事務員たちは、食料や衣料が配給制だった時代でもあり、「この際、両方の登録をとっておいた方が都合がいい」と、わざわざ試験を受けた者もあった。
「実技考査」では、内田吐夢や五所平之助、木村荘十二、片岡千恵蔵、小杉勇といったさまざまな映画人たちが試験官を担当して話題となった。稲垣浩も試験官を命じられたが、春秋二回に施行されるこの試験審査は「頭の痛い、煩わしいものの一つだった」という。
受験者の中にどうしても点のとれない青年がいて、第一回では「もう半年見送って成長を待とう」と委員の意見が一致して落としたが、二回目以降も進歩がなく、三回目、四回目と同様だったため、ついに委員の方が根負けして通してしまった。入社後は小回りが利く便利な役者になり、戦後は助監督に転向の後、監督になったという。審査の意味のなさを物語るエピソードである。
小型映画も登録対象であり、稲垣ら映画人が作品審査を行った。多くの中、抜群といえる作品が一つあり、「これほどの作品を作る男を地方の片隅にうずもらせておくのは国家の損失」と、さっそく呼び寄せたところ、その男は精神異常に近い映画狂で、保護者なしでよく試験場まで出てこられたものだ、という大変な人物だった。稲垣は「委員をやったおかげで、天才と狂人が紙一重だという実物を見せてもらった一幕だった」と語っている。
稲垣の父親も風貌を買われて映画出演することがあったため登録しなければならなかったが、「いくら政府の命令でも親父を試験するわけにはいかない」と、このときだけは廊下に逃げ出して扉の隙から覗くばかりで、「こっちが試験を受けているようでつらかった」という。
中村鴈治郎（中村扇雀）も試験を受けなければならなかった。委員たちは考査の人員を書いた用紙を見たとたんに「うわぁー、今日は大物がいるぞ」と頭を抱え込んだ。「名にしおう成駒屋に実技試験をやらせるわけにもいかぬし、演技ならこっちが教えられるほうだ」、「ついでだから『河庄』の一節でもやってもらおうか」などと話題はここに集まったが、結局「顔を見せていただくだけにしよう」と意見がまとまった。
「成駒屋」は地味な和装で考査室に神妙に表れ丁寧に一礼したが、委員たちは机の前でただただ恐縮してニヤニヤ笑いをするばかり。溝口健二委員が「もうよろしいからどうぞ、どうぞ、お引き取りを」と声をかけるとキョトンとした顔で「へ？ こりゃかなわん。えんりょのう、どうかやらしておくんなはれ」と返した。仕方なく伊藤大輔委員が、「あんたに演技をされたら、こっちゃが困りますのや」と言って、引き下がってもらった。

## レイティングシステム
映画法には、満14歳未満の児童は教育上害のある映画の観覧を禁止するという、後年の映画のレイティングシステムにも繋がる概念も持ち込まれた。しかし運用面は単純かつ画一的で、「元禄恋模様 三吉とおさよ」の例では、子供向け短編アニメ映画であったにもかかわらず、剣劇と恋愛が含まれており国策にもふさわしくないとして14歳未満の入場が許されない「非一般映画」に指定された。このため映画法が及ばない中国大陸へ持ち出されて現地で上映された。

## 関連書籍
- 映画撮影学読本（上・下巻）

「映画法」受験者のために、「大日本映画協会」が企画出版した入門指導書。挿絵は鷺巣富雄。上巻は昭和15年発行。撮影全般にわたる指導書で、碧川道夫、宮島義勇、小倉金彌、佐々木太郎、三浦光雄、三村明、三木茂、牧島貞一（ニュース映画）、持田米彦（記録映画）、峰尾芳男（録音技師）ら著名撮影技師が執筆。下巻は昭和16年2月15日発行。技術関連で、岩淵喜一（特殊撮影）、円谷英二（特殊技術）、大石郁雄（線画と漫画映画）、島崎清彦（編集）らが執筆した。
- 不破祐俊『映画法解説』、大日本映画協会、1941年
- 不破祐俊、奥平康弘、佐藤忠男「回想映画法」、『戦争と日本映画』、岩波書店、1986年、256 -270